# Ferdinando I. de’ Medici

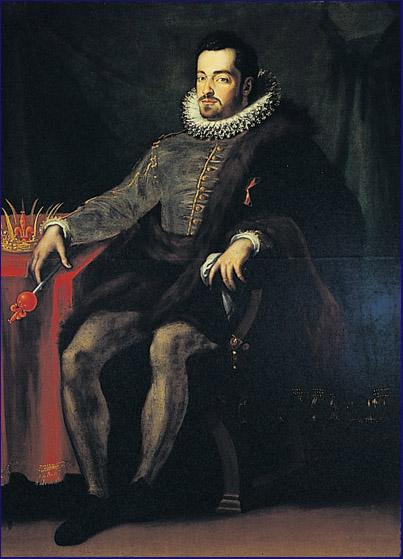
Ferdinand I. de Medici als Großherzog

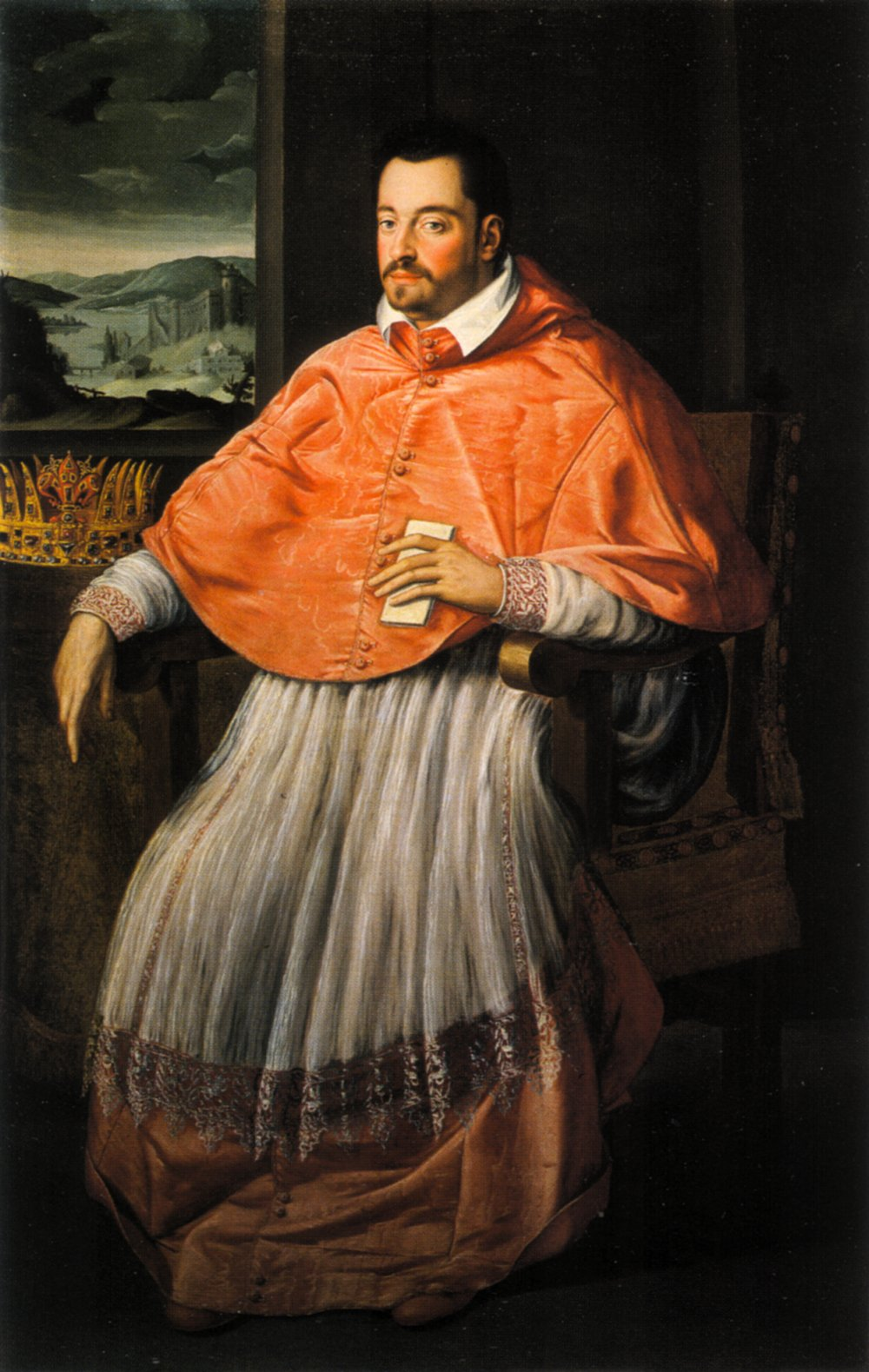
Ferdinand I. de Medici als Kardinal (1588)

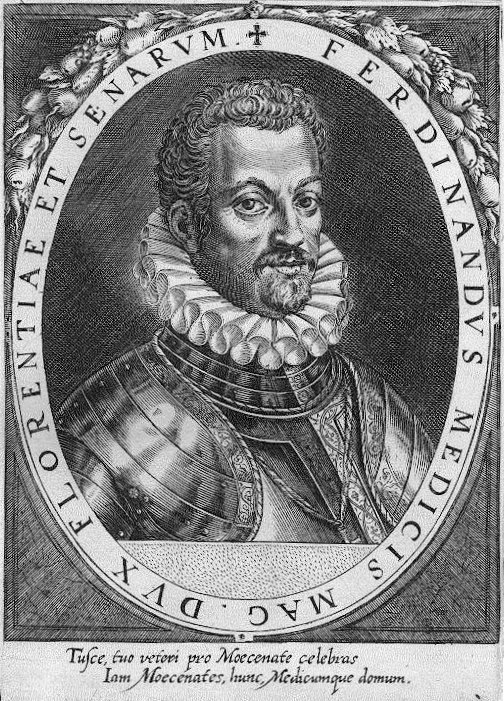
Ferdinand I.

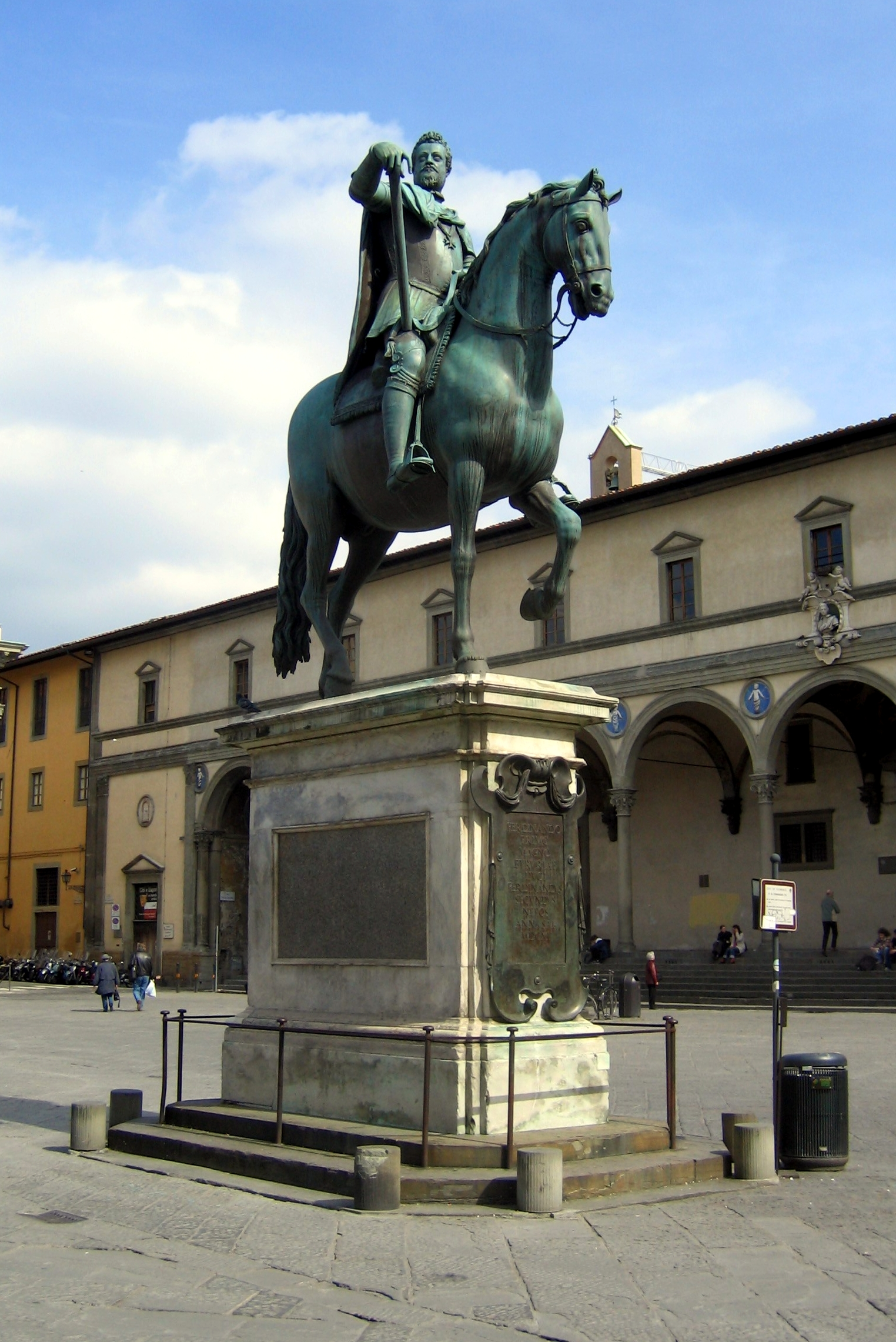
Reiterdenkmal von Ferdinand I. auf der „Piazza Santissima Annunziata“, Entwurf Giambologna und ausgeführt durch Pietro Tacca

Ferdinand I. (* 30. Juli 1549 in Florenz; † 3. Februar 1609 in Florenz) aus dem Haus Medici war ab 1562 Kardinal und ab 1587 Großherzog der Toskana. Er war der fünfte Sohn Cosimos I.

## Leben
Ferdinando Medici war achtunddreißig, als er seinem Bruder Francesco de’ Medici auf dem Thron nachfolgte. Zuvor war das Verhältnis zwischen beiden nicht gut gewesen, es herrschte zeitweise offene Feindschaft, insbesondere mit Bianca Cappello, Maitresse und späterer Ehefrau Francescos. Kurz vor dem Tod von Francesco kam es anscheinend zu einer Versöhnung, und Ferdinando lebte in der Residenz von Francesco. Francesco starb unerwartet nach elftägiger Krankheit, kurz darauf starb auch Bianca. Die Obduktion ergab offiziell Malaria als Todesursache, es blieben jedoch Zweifel. 2006 kam es zu einem Streit, als Wissenschaftler um Francesco Mari und Donatella Lippi (Universität Florenz) Arsen in den Überresten von Francesco und Bianca gefunden haben wollten, was vom Leiter des Medici-Projekts der systematischen Untersuchung der Medici-Gräber Gino Fornaciari kritisiert wurde. Fornaciari veröffentlichte 2010 seine eigenen Untersuchungen, die im Skelett von Francesco die DNA von Plasmodium falciparum, dem Erreger der tödlichen Malaria tropica, nachgewiesen hatten. Donatella Lippi hielt aber auch danach daran fest, dass ein Mord durch Arsen vorläge und der Nachweis von DNA von Malariaerregern in den Knochen nichts über die Todesursache aussage, da Malaria damals endemisch war. Sie stützte das durch neue Funde im Archiv des Vatikans (ein Bericht von Ferdinando an den Papst über den Tod, in dem er Symptome der Erkrankten schildert, die mit einer Arsenvergiftung einhergehen).
Ferdinando war 1562 im Alter von vierzehn Jahren Kardinal geworden, hatte aber nie das Sakrament der Priesterweihe empfangen. In Rom erwarb er sich durch seine Verwaltung der Kirchenangelegenheiten einen Ruf. Er gründete die Villa Medici in Rom und erwarb viele Kunstwerke wie z. B. die Gruppe der Niobiden, die er mit nach Florenz brachte. Im Auftrag Papst Gregors XIII. gründete er in Rom die Typographia Medicea, die erste auf Bücher in den Sprachen und Schriften des Orients spezialisierte Druckerei, die die Missionierung fördern sollte, aber auch die Voraussetzungen für orientalistische Studien im Westen wesentlich verbesserte.
Nach seiner Thronbesteigung behielt er bis zu seiner Heirat die Kardinalswürde. In vieler Hinsicht war er das Gegenteil seines Bruders. Umgänglich in seinem Auftreten und großzügig mit seiner Geldbörse, wählte er sich ein Wappen, das der Milde der Herrschaft entsprach, die er sich vornahm: ein Bienenschwarm mit dem Motto Majestate tantum. Er stellte die Justizverwaltung wieder her und sorgte sich gewissenhaft um die Staatsgeschäfte und das Wohlergehen seiner Untertanen. Entsprechend lebte die Toskana unter seiner Regierung wieder auf und errang wieder die Unabhängigkeit, die sein Bruder aufgegeben hatte.
Er belebte den Handel und erwarb sich auch selbst große Reichtümer dadurch und durch die Banca dei Medici in vielen europäischen Städten. Mit einem Edikt zur Tolerierung von Juden und Häretikern sorgte er für ein Erblühen von Livorno, wo sich viele Fremde, darunter spanische und portugiesische Juden, niederließen. Er verbesserte den von Cosimo gegründeten Hafen und förderte den Verkehr mit Pisa mittels des Naviglio, eines Kanals, dem ein Teil des Wassers des Arno zugeführt wurde. Er ließ das Entwässerungsprojekt im Val di Chiana ausführen, die Ebenen um Pisa, Fucecchio und im Val di Nievole kultivieren.
In der Außenpolitik versuchte er sich von der spanischen Herrschaft zu emanzipieren. Nach der Ermordung Heinrichs III. von Frankreich 1589 unterstützte Ferdinando den Anspruch des Königs von Navarra, unbeirrt von der Opposition durch Spanien und die Katholische Liga, die von der Aussicht auf einen Hugenotten auf dem französischen Thron bestürzt waren. Er lieh Heinrich IV. Geld und drängte ihn, zum Katholizismus zu konvertieren. Er half auch dabei, den Papst zu überzeugen, Heinrichs Entsagung zu akzeptieren.
Heinrich IV. zeigte sich wenig dankbar für die ihm entgegengebrachte Unterstützung, woraufhin Ferdinando die Beziehungen mit Frankreich erlahmen ließ und zeigte, dass er seine Unabhängigkeit mit anderen Verbündeten schützen konnte. Er gewährte Philipp III. freigebig Unterstützung bei dessen Algerienfeldzug und dem Kaiser bei dessen Krieg mit dem Osmanischen Reich. Auf diese Weise war er allerdings auch gezwungen, sein Volk mit erheblichen Steuern zu belasten. Schließlich erreichte er auch die formale Investitur Sienas, das bis dahin von Spanien als eigenes Lehen betrachtet worden war.
Während der Herrschaft des Großherzogs wurde die toskanische Flotte verstärkt. Die Galeeren des Stephansordens wurden 1607 an die Berberküste geschickt, um Bona einzunehmen, das Hauptquartier der Korsaren. Im folgenden Jahr errangen dieselben Schiffe einen brillanten Sieg gegen eine stärkere Flotte der Osmanen.

## Nachkommen
Ferdinando heiratete 1588 Christiane bzw. Christine von Lothringen. Die Kinder aus dieser Verbindung waren:
- Cosimo II. (1590–1621), Großherzog der Toskana, ⚭ 1608 Maria Magdalena von Österreich
- Eleonora (1591–1617)
- Caterina (1593–1629), ⚭ 1617 Ferdinando Gonzaga, Herzog von Mantua
- Francesco (1594–1614)
- Carlo (1595–1666), Kardinal
- Filippo (1598–1602)
- Lorenzo (1599–1648)
- Maria Maddalena (1600–1633)
- Claudia (1604–1648), ⚭ 1. 1621 Federico Ubaldo della Rovere, Fürst von Urbino, 2. 1626 Leopold V., Erzherzog von Österreich